# Dinosaur (King Crimson)
Dinosaur è un singolo del gruppo musicale britannico King Crimson, pubblicato nel 1995 come primo estratto dall'undicesimo album in studio Thrak.
I brani Cloudscape, Elephant Talk e Red sono versioni dal vivo eseguite a Buenos Aires nell'ottobre del 1994 durante le registrazioni dell'album B'BOOM Official Bootleg.

## Tracce
Testi di Adrian Belew, musiche dei King Crimson.
CD promozionale (Stati Uniti)
1. Dinosaur (Album Edit) – 4:39
2. Dinosaur (Single Edit) – 3:43
3. Dinosaur (Album Version) – 6:37

CD singolo (Stati Uniti)
1. Dinosaur (Edit) – 4:39
2. VROOOM – 7:33
3. Cloudscape – 1:16
4. Elephant Talk – 4:06
5. Red – 5:53

## Formazione
Gruppo
- Robert Fripp – chitarra, soundscapes, mellotron
- Adrian Belew – chitarra, voce
- Trey Gunn – Chapman Stick, cori
- Tony Levin – contrabbasso, basso elettrico, cori
- Bill Bruford – batteria acustica ed elettronica
- Pat Mastelotto – batteria acustica ed elettronica

Produzione
- King Crimson – produzione
- David Bottrill – produzione, ingegneria del suono
- Russell Kearny – assistenza alla registrazione
- David Singleton – assistenza alla produzione, montaggio digitale
- Tön Pröb – pre-mastering
- Ian Cooper – mastering